# You (James Arthur)
You è il terzo album in studio del cantante britannico James Arthur, pubblicato nel 2019.

## Tracce
1. You (featuring Travis Barker) – 3:52
2. Finally Feel Good – 3:36
3. Marine Parade (2013) – 3:12
4. If We Can Get Through This We Can Get Through Anything – 3:35
5. Car's Outside – 4:09
6. Quite Miss Home – 4:03
7. Treehouse (with Ty Dolla Sign featuring Shotty Horroh) – 3:40
8. Sad Eyes – 4:10
9. Unconditionally (featuring Adam Lazzara) – 3:02
10. Homicide Love – 3:57
11. Breathe – 3:20
12. Maybe – 3:40
13. Fall – 3:43
14. Falling Like the Stars – 3:32
15. Empty Space – 3:33
16. Naked – 3:53
17. From Me to You I Hate Everybody – 3:36

## Classifiche
| Classifica (2019-20) | Posizione massima |
| -------------------- | ----------------- |
| Lituania             | 90                |